# Zamarada transvisaria
Zamarada transvisaria là một loài bướm đêm trong họ Geometridae.